# Miss West Virginia USA

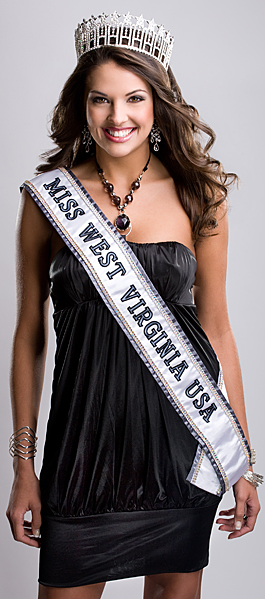
Jessi Pierson, Miss West Virginia USA 2009

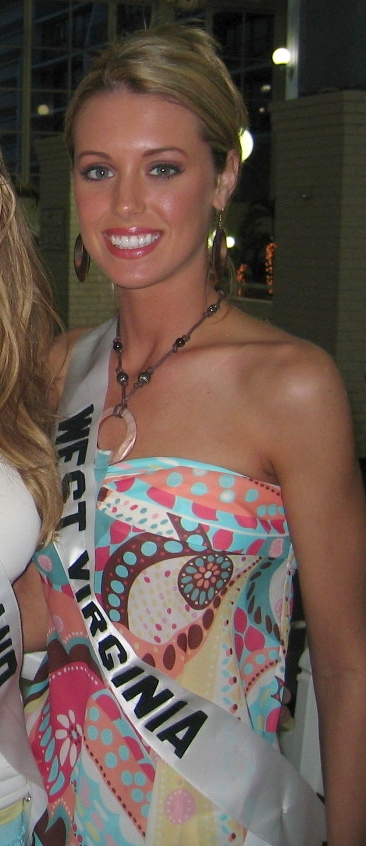
Jessica Wedge, Miss West Virginia USA 2006

A competição de Miss West Virginia USA é o concurso de beleza destinado a eleger a representante da Virgínia Ocidental para o concurso Miss USA.
A Virgínia Ocidental não tem sido muito bem sucedida no Miss USA e jamais produziu uma vencedora. Após uma seca de dezoito anos, que terminou em 2005, duas candidatas virginianas ocidentais se classificaram em cinco anos: Kristen Morrison, em 2005, e Jessi Pierson, em 2009.
Uma Miss West Virginia USA obtivera o título de Miss West Virginia Teen USA e competira no Miss Teen USA e duas competiram no Miss América.

## Sumário de resultados
- 2ª(s) colocada(s): Kelly Anderson (1984)
- 3ª(s) colocada(s): Ruth Parr (1957)
- Top 10: Jessi Pierson (2009)
- Top 12: Paula Morrison (1987)
- Top 15: Wilda Estep (1959), Garnett Pugh (1960), Kathy McManaway (1961), Kristin Morrison (2005), Chelsea Welch (2013), Nichole Greene (2016)

## Vencedoras
| Ano       | Nome                  | Cidade        | Idade1 | Classificação no Miss USA | Premiações Especiais no Miss USA | Notas |
| --------- | --------------------- | ------------- | ------ | ------------------------- | -------------------------------- | --- |
| 2020      | Charlotte Bellotte    | Charles Town  | 25     |                           |                                  | |
| 2019      | Haley Holloway        | Morgantown    | 23     |                           |                                  | Foi Miss West Virginia Teen USA 2013 E 3ª colocada no Miss Teen USA 2013                                                       |
| 2018      | Casey Lassiter        | Spencer       | 21     |                           |                                  | |
| 2017      | Lauren Roush          | Morgantown    | 21     |                           |                                  | |
| 2016      | Nichole Greene        | Charleston    | 24     | Top 15                    |                                  | |
| 2015      | Andrea Mucino         | Morgantown    | 23     |                           |                                  | |
| 2014      | Charisse Haislop      | Parkersburg   | 24     |                           |                                  | |
| 2013      | Chelsea Welch         | West Union    | 22     | Top 15                    |                                  | Foi Miss West Virginia Teen USA 2007 e 5ª colocada no Miss Teen USA 2007                                                       |
| 2012      | Andrea Rogers         | Martinsburg   | 24     |                           |                                  | |
| 2011      | Whitney Veach         | Petersburg    | 24     |                           |                                  | Miss West Virginia Teen USA 2003                                                                                               |
| 2010      | Erica Jade Goldsmith  | Mineral Wells | 23     |                           |                                  | |
| 2009      | Jessi Pierson         | Milton        | 21     | Top 10                    | Miss Fotogenia                   | |
| 2008      | Skylene Montgomery    | Parkersburg   |        |                           |                                  | Miss West Virginia United States 2006                                                                                          |
| 2007      | Kasey Montgomery      | Petersburg    | 23     |                           |                                  | |
| 2006      | Jessica Wedge         | Evans         | 22     |                           |                                  | |
| 2005      | Kristin Morrison      | Ripley        | 24     | Top 15                    |                                  | Atual gerente dos concursos Miss West Virginia USA e Miss West Virginia Teen USA sob o nome de casada, Kristin Flowers         |
| 2004      | Carolyn Jennings      | Morgantown    | 21     |                           |                                  | |
| 2003      | Amy Thomason          | Buckhannon    |        |                           |                                  | |
| 2002      | Angela Davenport      | Montgomery    |        |                           |                                  | |
| 2001      | Karen Long            | Barboursville |        |                           |                                  | Vencedora do Miss Oktoberfest 2001                                                                                             |
| 2000      | Tara Wilson           | Wheeling      |        |                           |                                  | |
| 1999      | Amanda Burns          |               |        |                           |                                  | Anteriormente Miss West Virginia Teen USA 1997, mais tarde Mrs. West Virginia America 2004 sob o nome de casada, Amanda Duffy. |
| 1998      | Susan Booth           |               |        |                           |                                  | |
| 1997      | Natalie Bevins        | Parkersburg   |        |                           |                                  | |
| 1996      | Regina Fisher         | Glenville     |        |                           |                                  | |
| 1995      | Tracy Holcomb         |               |        |                           |                                  | |
| 1994      | Linda Bailey          | Charleston    |        |                           |                                  | |
| 1993      | Jennifer Johnson      | Huntington    |        |                           |                                  | |
| 1992      | Vickie Myers          | Parkersburg   |        |                           |                                  | |
| 1991      | Krista Ransbottom     | Huntington    |        |                           |                                  | |
| 1990      | Sabrina Anderson      | Hinton        |        |                           |                                  | |
| 1989      | Kathy Eicher          | Huntington    |        |                           |                                  | |
| 1988      | Cathy Fowler          | Huntington    |        |                           |                                  | |
| 1987      | Paula Morrison        | Barboursville | 22     | Semi-finalista            |                                  | Semifinalista no Miss Internacional 1987                                                                                       |
| 1986      | Shonna Lyons          | Parkersburg   |        |                           |                                  | |
| 1985      | Lorre Lewis           | Barboursville |        |                           |                                  | |
| 1984      | Kelly Anderson        | Clarksburg    | 23     | 2ª colocada               |                                  | Anteriormente Miss West Virginia 1982, mais tarde Miss World USA 1984 e finalista (top 5) no Miss Mundo 1984                   |
| 1983      | Jill Rigsby           | Huntington    |        |                           |                                  | |
| 1982      | Cindy Baniak          | Star City     |        |                           |                                  | |
| 1981      | Kelly Carr            |               |        |                           |                                  | |
| 1980      | Linda Hendrick        | Wiley Ford    |        |                           |                                  | |
| 1979      | Candice (Candy) Boggs | Keyser        | 21     |                           |                                  | |
| 1978      | Deborah Davis         |               |        |                           |                                  | Mais tarde Miss West Virginia 1979                                                                                             |
| 1977      | Pat Brown             | Shepherdstown |        |                           |                                  | |
| 1976      | Cheryl Plants         |               |        |                           |                                  | |
| 1975      | Joyce Myers           | Wheeling      |        |                           |                                  | |
| 1974      | Kim Nuzum             | Wheeling      |        |                           |                                  | |
| 1973      | Kathy Rowand          | Pinch         |        |                           |                                  | |
| 1972      | Diane McCutcheon      | Wheeling      |        |                           |                                  | |
| 1971      | Peggy Tennant         |               |        |                           |                                  | |
| 1970      | Sharon Alberti        | Weirton       |        |                           |                                  | |
| 1969      | Betty Grimmer         | Wheeling      |        |                           |                                  | |
| 1968      | Patricia Coyne        | Wheeling      |        |                           |                                  | |
| 1967      | Pamela Young          |               |        |                           |                                  | |
| 1966      | Annette Peery         |               |        |                           |                                  | |
| 1964-1965 | Não competiu          |               |        |                           |                                  | |
| 1963      | Nina Lou Denton       |               |        |                           |                                  | |
| 1962      | Nicki Galais          |               |        |                           |                                  | |
| 1961      | Kathy McManaway       |               |        | Semi-finalista            |                                  | |
| 1960      | Garnett Pugh          |               |        | Semi-finalista            |                                  | |
| 1959      | Wilda Estep           |               |        | Semi-finalista            |                                  | |
| 1958      | Mary Guthrie          |               |        |                           |                                  | |
| 1957      | Ruth Parr             |               |        | 3ª colocada               |                                  | |
| 1956      | Janet Cardi           |               |        |                           |                                  | |
| 1955      | Barbara Tucker        |               |        |                           |                                  | |
| 1954      | Sandra Waggy          |               |        |                           |                                  | |
| 1953      | Fay Higley            |               |        |                           |                                  | |
| 1952      | Não competiu          |               |        |                           |                                  | |

1 Age at the time of the Miss USA pageant